# Terrance Drew
Terrance Michael Drew (ur. 22 listopada 1976) – polityk z Saint Kitts i Nevis. Od 6 sierpnia 2022 roku premier Saint Kitts i Nevis.